# 趙喬年
趙喬年（？—？），號翼堂，直隶真定府深州人。明朝政治人物。

## 生平
嘉靖壬戌（1562年）三月十二日生。萬曆十年（1582年）壬午科順天鄉試舉人，萬曆十七年（1589年）己丑科進士。都察院觀政，初授行人司行人，册封德藩。十九年十一月丁憂。二十二年復除原职，二十三年升刑部主事，二十六年升户部员外郎，升郎中，二十七年升官青州府知府，三十一年升本省副使，三十二年考察調，三十三年補爲汾州府知府，三十八年正月京察，以不職状冠带閑住。後起復爲山東按察副使。著有《雌伏斋集》十二卷。

## 家族
稱深州起鳳莊趙氏。永樂二年自山西洪洞县遷深州谷家庄，莊后更名起鳳。曾祖趙真。祖父趙廷節，許州吏目。父趙于蕃，萬曆十六年（1588年）戊子科舉人，十七年（1589年）與子喬年同赴己丑科春闈，于蕃不第，而子喬年捷南宫。著有《見聞録》、《世美堂稿》。
喬年長子趙應祖，號景堂，郡增廣生，崇禎十一年（1638年）戊寅冬，州侯召守西城，城破，與長子趙震孫、次子趙孟孫殉節。
妾毛氏，喬年宦卒，毛氏年二十六，守节二十余载，子应泰甫六岁，口授以《孝经》《论语》，泰既幼，与前室两子一同训诲，绝不计彼此。常曰：我第求其足，以供菽水给馆谷而已。平居寡言笑，崇俭勤，绝丐贷，御臧获俱有礼法。外族不轻，往来二十三年如一日。值崇禎六年癸未（1633年）兵变，被执不屈，骂贼遇害。
次子趙應珠，字公濟，中顺治乙未科武进士，官福建罗源都司。